# Grodziskie
Grodziskie – jezioro znajdujące się na terenie gminy Banie, w południowo-zachodniej części województwa zachodniopomorskiego, w północnej części Pojezierza Myśliborskiego.
Jezioro znajduje się na obszarze chronionym Natura 2000 o nazwie Dolina Tywy.
Niedaleko północnego brzegu jeziora znajduje się zamek w Swobnicy.

## Hydronimia
Jezioro pojawia się w źródłach już w 1784 roku, początkowo jako der Schloßsee, a następnie wielokrotnie jako Schloß See (1833, 1924, 1937). 3 listopada 1950 roku wprowadzono nazwę Grodziskie. Obecnie państwowy rejestr nazw geograficznych jako nazwę jeziora również podaje Grodziskie, jednocześnie podaje nazwy oboczne: Grodzickie, Jezioro Grodziskie.

## Morfometria
Według numerycznego modelu terenu udostępnionego przez Geoportal lustro wody jeziora znajduje się na wysokości 48,2 m n.p.m.  Poprzez planimetrowanie na mapach 1:50 000 prof. Adam Choiński określił wielkość jeziora na 7,0 ha.
Według Mapy Podziału Hydrograficznego Polski jezioro leży na terenie zlewni szóstego poziomu Tywa od jez. Dołgie do Kanału Grzybno-Swobnica (l). Identyfikator MPHP to 193233.

## Zagospodarowanie
Administratorem wód jeziora jest Regionalny Zarząd Gospodarki Wodnej w Szczecinie. Utworzył on obwód rybacki, który obejmuje wody jezior: Jeziora Trzcińskiego (Trzcińskie Małe), Strzeszowskiego, Jeziora Dłużyna (Dołgie), Jeziora Leśnego (Grzybno), jeziora bez nazwy pomiędzy Jeziorem Grodziskim (Zamkowym) a Leśnym (Grzybno), Jeziora Grodziskiego (Zamkowego) (Obwód rybacki Jeziora Strzeszowskie na rzece Tywa – nr 1). Gospodarkę rybacką na jeziorze prowadzi Gospodarstwo Rybackie Miedwie.